# Pete Rose: Una leggenda nella polvere
Pete Rose: Una leggenda nella polvere (Hustle) è un film per la televisione statunitense del 2004 diretto da Peter Bogdanovich.

## Trama
Il film ripercorre la vita del giocatore di baseball Pete Rose.

## Produzione e distribuzione
Il film è uscito in Usa il 25 settembre 2004.